# L-522
La L-522 és una carretera antigament anomenada provincial, actualment gestionada per la Generalitat de Catalunya. La L correspon a la demarcació provincial de Lleida.
Té l'origen en el Congost d'Erinyà, en terme de Conca de Dalt, dins de l'antic terme de Toralla i Serradell, on enllaça amb la N-260 i amb la Carretera d'Erinyà, i el final dins de la vila de la Pobla de Segur, al cap de 6 quilòmetres de recorregut. En els seus 6 quilòmetres de recorregut baixa 117,4 m. Discorre pels termes municipals de Conca de Dalt i la Pobla de Segur.